# Värttö
Värttö (en finnois : Värtön kaupunginosa) est  un  quartier du district de Oulunsuu de la ville d'Oulu en Finlande.

## Description
Le quartier compte 1307 habitants (31.12.2018).

## Galerie

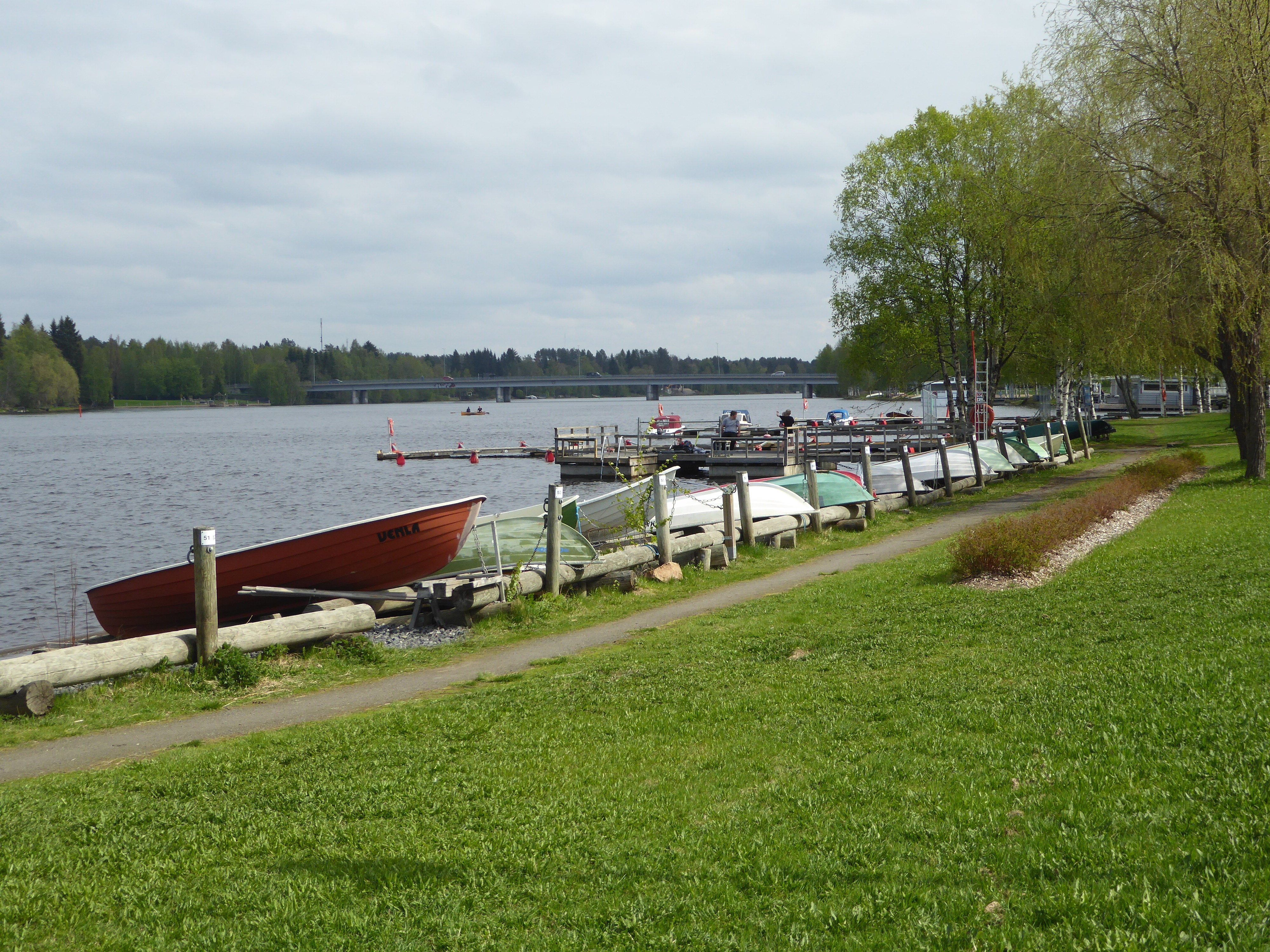
Fleuve Oulu.
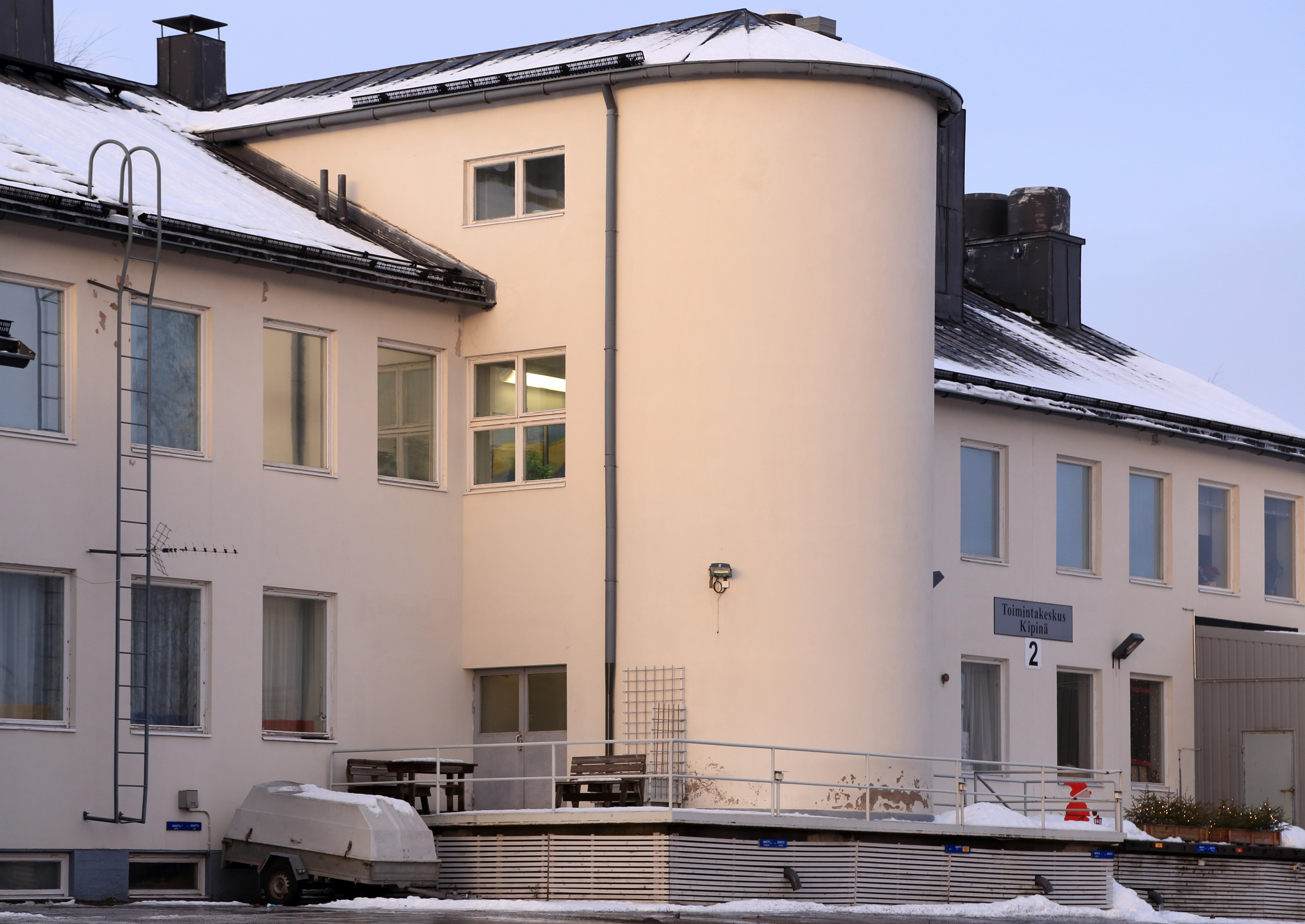
Kasarmintie 28.
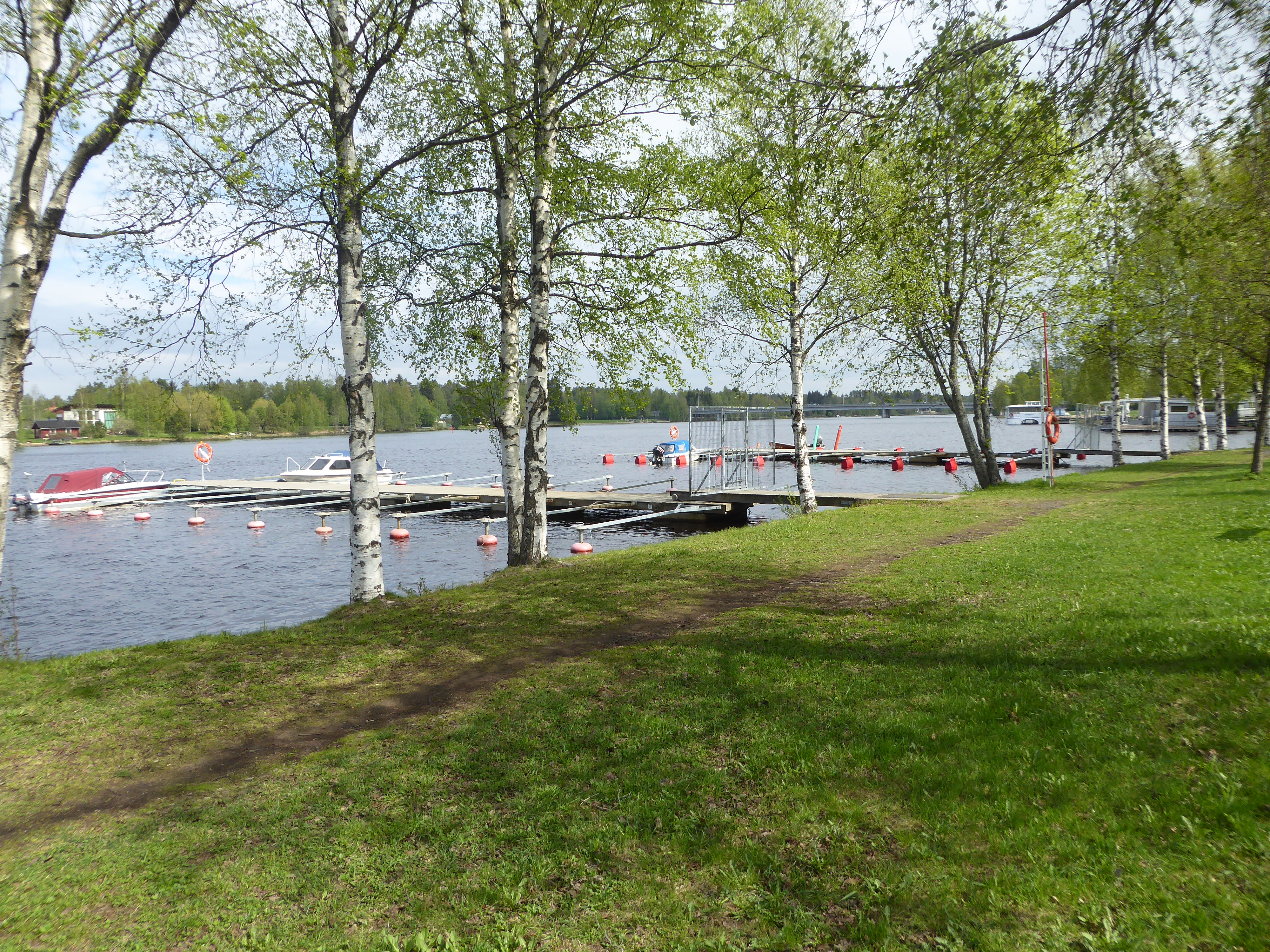
Fleuve Oulu.